# サイクルスピードウェイ
サイクルスピードウェイ（英: Cycle Speedway）は、短距離のトラックを周回する自転車競技の一種目で、主にイギリスで行われているフラットトラックレース。ワールドチャンピオンシップも開催されている。

## 発祥
1920年代頃のイギリス国内で発祥したものとされ、ガレキを除去した土地にトラックを造って自転車レースが行われるようになり、やがてオートバイのスピードウェイにおけるルールが取り入れられ自然に発展していく。
1945年のロンドンでは爆撃された跡地でレースが行われるようになり、東ロンドンだけでも1950年までに200ものサイクルスピードウェイのクラブが立ち上げられ、 イギリス全土へと普及していった。やがて曖昧なルールを統一するため、ナショナル・アマチュア・サイクルスピードウェイ・アソシエーション（NACSA） が1950年に設立され、国内選手権や国際トーナメントが開催されるようになり、この頃には1万人の観衆を集めたこともあった。
だが戦争によるガレキの跡地そのものが整理された上、徴兵制度の影響もあり、競技人口が減少したため、運営意欲を失った多くのクラブが閉鎖されていった。
しかし1958年にオランダ・スウェーデン・ポーランドの愛好家が再び競技の復活のために動き、世界選手権としてトーナメントの開催に動いた。
その後は運営団体の内紛による分裂があったが、1971年にブリティッシュ・サイクルスピードウェイ・カウンシルの設立により統一された。

## 運営団体
現在はイギリスの自転車競技団体であるブリティッシュ・サイクリング（旧イギリス自転車連盟）が主体となってサイクルスピードウェイを運営しており、イギリス国内の参加選手は団体へ登録することが必要になるが、その代わり競走時の事故に対応する保険が受けられる。
国際サイクルスピードウェイ連盟（ICSF）も結成されており、イギリスのイングランド・スコットランド・ウェールズや、ポーランド、オーストラリア、オランダ、アメリカ合衆国が加わっている。
イギリスの他にはスウェーデン、ウクライナ、ロシアなどでレースが行われており、オーストリア、ドイツ、マルタなどの周辺諸国からも選手が参戦している。アイルランドは国際的に高い水準のレースが行われている。

## レース

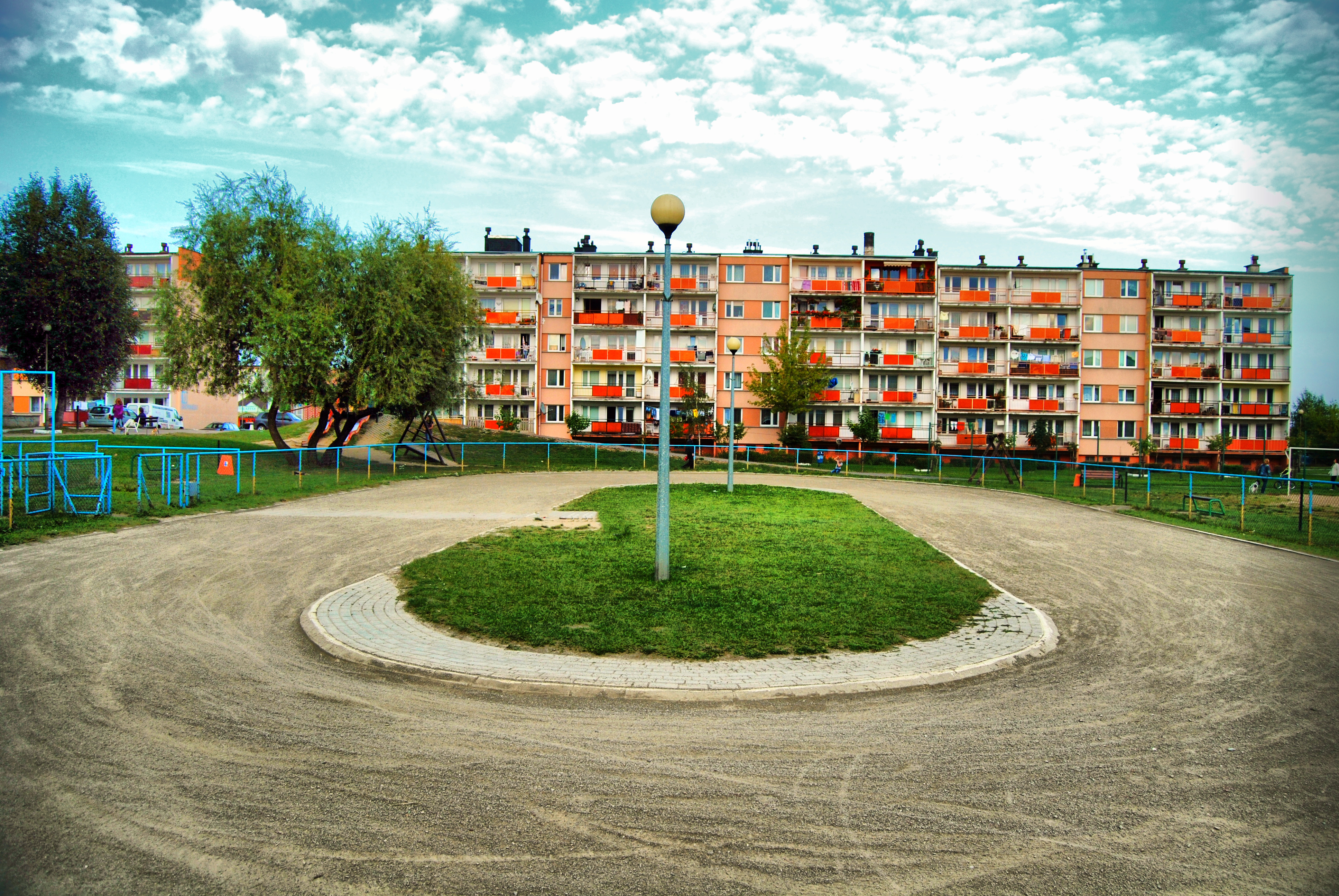
サイクルスピードウェイ向けのトラックの一例

### トラック
屋外のダートに、周回長が70mから90mで4人が横に並べる程度の直線幅をもつダートトラックを設置して行う。なおクラブの中には、カーブにある程度の緩いカント（傾斜）をつけて整地した専用のダートオーバルトラックを造成しているところもある。スタート地点はテープを張ったバリア式ゲートが設置されており、掛け声の後にテープが上げられスタートとなる。
体育館などの屋内施設でもレースが行われているが、平面を走ることから屋外より速いスピードのレースとなる。屋内でのトラックはインフィールド部分が施設の広さに合わせてレイアウトが変更され、一本線に近いものとなったり、ターンする両端の位置にマークが設置されるだけということもある。なおスタートは直線手前の別エリア上に設置される。

### ルール
レースは通常4人により行われ、反時計回りにトラックを周回する。内側のラインと外側のラインの間を走行し、最初にゴール線へ到達した選手が1着となる。周回数は4周だがクラスによっては異なる。
サイクルスピードウェイでは日本の競輪同様にフィジカル・コンタクト（＝体当たり）が許容されており、多くの場面で必要とされるため、選手はヘルメットと膝・肘・臀部にプロテクターを装備して走っている。レース中にコーナーへ折り重なって突入する時や直線で他の選手と並走した時には、体当たりで自分の進路を確保したり相手のスピードを弱めたりしている。
なお落車や自転車の故障などが発生した場合に審判が必要と判断した場合には、ホイッスルを合図に競技がストップされ、レースは再スタートとなる。ただしストップ中の審議において、アクシデントの要因を作った際にルールに抵触したと判定された選手は失格となり、再スタートから除外される。

### ポイント
個人戦の他にもペア戦とクラブによるチーム戦が行われ、ペア戦とチーム戦ではチームの2名ずつ4人が同時に競走を行ない対決するのが基本で、複数チームの1名ずつが4人で同時に競走を行う対抗戦もある。1日に16から20ヒート（レース）が行われ、ヒートごとに選手の着順からポイントを加算し、その日の総ポイント獲得数の合計で勝敗を決定させる。
なお1つのヒートでの成績により以下のポイントが与えられる。
- 1着 - 4点
- 2着 - 3点
- 3着 - 2点
- 4着 - 1点

棄権と失格は0点
特に1ヒート2チームで行われるペア戦や、2クラブだけで全ヒート争い続けるチーム戦では、できるだけポイントを得るためにスタートからチーム選手同士で連携し、後方の敵チーム選手を前に出させないための激しい牽制がゴールまで続けられる。

## 自転車
トップクラスの選手は専用の自転車を製作してレースに臨んでおり、車体はBMXやトラックバイクに似たシングルスピードのフレームで肉厚が太く丈夫なスチールまたはアルミを素材として使用している。なお初心者はマウンテンバイクのフレームを流用することが多い。ハンドルは幅の広いアップハンドルのグリップを直線的に後方へ向けた独特なプロムナードハンドルが装着される。
ハンドルバーステムは22.2mmのハンドルバーが装着可能なステムが使用される。パイプの直径は22.2mmで統一されている。ステムはハンドルクランプ径22.2mm、コラムクランプ径1-1/8インチ（約28.6mm）のアヘッドステム。素材は全てアルミ。
チェーンはシングルスピード・固定ギア用の1/2×1/8サイズを使用する。軽快車用の安価なチェーンが使用できるが、カラーチェーンや激しいライディングでのダメージを考慮した高強度チェーンも多く出ている。
スプロケットは前後とも1枚のみで、ダッシュの効く軽いギア比になるよう選手が選択して装着する。なお後輪はフリーホイールのうえ車体にブレーキは装備されておらず、止まるための装備は全くされていない。

### タイヤ
WO英国規格が用いられる。
タイヤは26インチでダートに対応させるためブロックタイプのものが装着される。
26 x 1 3/8 （フランス式:650A、 ETRTO:35mm-590mm）が標準でよく使用される。 MTB用の 26 x 1.75 （ETRTO:47mm-559mm）なども使用される。26 x 1 1/8"（フランス式:650A、 ETRTO:28mm-590mm）が人気があり、移行しつつある。
タイヤのサイズは26型 (26×1 3/8 リム径590mm)のものが多数を占める。チューブバルブには、英式バルブ（ウッズバルブ、ダンロップバルブ）のものが使われている。
一部にひとまわり小さい26インチ(26HE）を採用したものがある。
また、新たな規格である650B(27.5インチ)（フランス式:650B、 ETRTO:584mm）が現れ、市販レベルでも従来の26インチ(26HE）から650Bへ移行しつつある傾向が見られる。
タイヤの太さは1.5～2.3"程度。全てクリンチャータイヤ（HE規格）であり、チューブには強度のある米式バルブを採用する。
土のコースを走るサイクルスピードウェイでは通常はオフロード用のブロックタイヤを用いる。
世界的なトッププロの選手は28mmから34mmまでの様々な太さのタイヤを常備しているという。
ロードスター型自転車のタイヤ規格（26インチWO）に代わってマウンテンバイクの規格（26インチHE）が普及しつつあり、マウンテンバイクの車体自体も浸透しつつある。
ロード同様にWOも増えてきているが、空気圧を下げるとリム打ちパンクするのと、重量面のメリットから、レース用機材はチューブラータイヤが主流である。
なおカーブでは左脚を地面に伸ばし、場合によっては路面に足を擦りつけることにより車体を安定させて通過する走法がとられるが、オートバイのスピードウェイとは異なり後輪タイヤをスライドさせてはいない。

## 選手
現在のイギリスでは参加しやすい自転車レースとして定着しており、結成されているクラブ数は40を数える。
サイクルスピードウェイを経験した自転車競技選手の中には他種目で活躍する者もおり、最も有名なのがオリンピック金メダリストのブレット・エイトケンで、欧州選手権金メダリストのジェシカ・ヴァーニッシュも父親からの影響によりこの競技を経験している。
またレイ・ウィルソンのようにオートバイのスピードウェイに転向して活躍する者もいる。